# Torano di Borgorose
Torano is een plaats (frazione) in de Italiaanse gemeente Borgorose.